# Acropentias pulverulenta
Acropentias pulverulenta là một loài bướm đêm trong họ Crambidae.